# Nimfvleermuis
De nimfvleermuis (Myotis alcathoe) is een vleermuis uit het geslacht Myotis die voorkomt in Europa. Deze soort lijkt sterk op de baardvleermuis (M. mystacinus) en Brandts vleermuis (M. brandtii) en is pas in 2001 als een aparte soort herkend. De soort werd oorspronkelijk ontdekt in Griekenland en Hongarije, maar is later ook gevonden in Frankrijk, Spanje, Zwitserland, Slowakije, Bulgarije, het Verenigd Koninkrijk en België. Het is echter nog volledig onduidelijk waar de grenzen van de verspreiding van M. alcathoe liggen.
Ondanks dat de baardvleermuis en Brandts vleermuis bijna niet van M. alcathoe te onderscheiden zijn, zijn ze niet nauw verwant. Op basis van genetische gegevens werd eerst een verwantschap met de ingekorven vleermuis (M. emarginatus) voorgesteld, maar later onderzoek sprak die conclusie tegen; het is nu niet duidelijk aan welke soorten binnen Myotis M. alcathoe verwant is. M. alcathoe komt voornamelijk voor in smalle, beboste valleien, een bedreigde habitat. De soort is genoemd naar Alcathoe, een Griekse nimf die de avances van Dionysus afwees en voor straf in een vleermuis veranderd werd.
Myotis alcathoe verschilt slechts in details van de baardvleermuis en Brandts vleermuis. Beide soorten zijn gemiddeld iets groter; vooral de duimen, voeten en oren van M. alcathoe zijn kleiner. M. alcathoe verschilt ook van de baardvleermuis door de aanwezigheid van enkele kleine knobbels op de kiezen. Brandts vleermuis en Myotis ikonnikovi (een andere sterk gelijkende soort) verschillen van M. alcathoe in de vorm van het penisbot (baculum). Net als de meeste Myotis-soorten bedraagt het karyotype 2n=44, FN=52, maar het verschilt in details van de karyotypes van andere soorten. Voor de echolocatie gebruikt deze soort een frequentie rond de 50 kHz.